# لوني باكستر
لوني باكستر (بالإنجليزية: Lonny Baxter)‏ مواليد 27 يناير 1979 في ماريلند، هو لاعب كرة سلة أمريكي معتزل بدأ مسيرته الاحترافية في سنة 2002. تم اختياره من قبل فريق شيكاغو بولز خلال الدرافت. يبلغ طوله 6 قدم 8 بوصة (2.0 م). حقق المركز الثالث في الألعاب الجامعية الصيفية 2001. اعتزل اللعب في 2013.

## المسيرة الاحترافية
لعب مع شيكاغو بولز من سنة 2002 إلى 2004، ثم لعب مع تورونتو رابتورز في موسم 2003–2004، ثم لعب مع واشنطن ويزاردز في سنة 2004، ثم لعب مع نيو أورلينز بيليكانز في سنة 2004، ثم لعب مع هيوستن روكتس في موسم 2005–2006، ثم لعب مع شارلوت هورنتس في سنة 2006، ثم لعب مع منز سانا 1871 باسكت في موسم 2006–2007، ثم لعب مع جوفينتوت بادالونا في الدوري الإسباني في موسم 2007–2008.

## الميداليات
| الميدالية | المسابقة                      |
| --------- | ----------------------------- |
| برونزية   | الألعاب الجامعية الصيفية 2001 |

## روابط خارجية
- لوني باكستر على موقع الدوري الأوروبي لكرة السلة (الإنجليزية)
- لوني باكستر على موقع إن بي أي (الإنجليزية)
- لوني باكستر على موقع سبورتس رفرنس (الإنجليزية)
- لوني باكستر على موقع الدوري الإسباني لكرة السلة (الإسبانية)
- لوني باكستر على موقع كرة السلة الأوروبية.كوم (الإنجليزية)
- لوني باكستر على موقع كلية كرة السلة في سبورتس رفرنس.كوم (الإنجليزية)
- لوني باكستر على موقع ريلجم (الإنجليزية)
- لوني باكستر على موقع بروبوليرز (الإنجليزية)
- لوني باكستر على موقع سبورتس رفرنس (الإنجليزية)